# الکساندر اوکولیچ

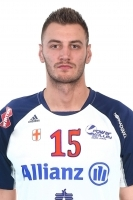
الکساندر اوکولیچ

الکساندر اوکولیچ (انگلیسی: Aleksandar Okolić؛ زادهٔ ۲۶ ژوئن ۱۹۹۳) بازیکن والیبال اهل صربستان و عضو تیم ملی والیبال صربستان است.
از باشگاه‌هایی که در آن بازی کرده‌است می‌توان به باشگاه والیبال ستاره سرخ بلگراد اشاره کرد.